# Château du Clos Lucé
Le château du Clos Lucé, appelé autrefois le manoir du Cloux, est une demeure située en France, au cœur du Val de Loire, dans le centre-ville d'Amboise. Originellement conçu en 1471 comme un ancien fief relevant du château d'Amboise, il passe entre plusieurs mains avant d'être acheté par Charles VIII et de devenir une résidence d'été des rois de France. Il gardera cette fonction jusqu'en 1516 où François Ier le met à la disposition de Léonard de Vinci, qui y vivra trois ans, jusqu'à sa mort le 2 mai 1519.
En tant que maison de Léonard de Vinci, il fait l’objet d'un classement au titre des monuments historiques par la liste de 1862 et publié  au  Journal officiel de la République française du 18 avril 1914.
Le château du Clos Lucé est aujourd'hui un lieu d'interprétation, de connaissance et de synthèse qui a pour vocation de permettre au plus large public de découvrir l'univers de Léonard de Vinci.
Il est la propriété de la famille Saint Bris depuis 1854. François Saint Bris, frère de l'écrivain Gonzague Saint Bris, en est le directeur.

## Histoire

### Du Moyen Âge à la Renaissance
Le château de Cloux était un ancien fief relevant du château d'Amboise. La terre de Lucé a été annexée au clos dès le XIVe siècle. Par acte du 26 octobre 1460, Pierre du Perche céda à Marc Rabouin le lieu du Cloux et reçut en échange la Grange-aux-Lombards.
Ce domaine passe peu de temps après aux mains des religieuses du prieuré de Moncé, qui le vendirent, par acte du 26 mai 1471, à Étienne le Loup, maître d'hôtel et premier huissier d'armes, puis conseiller du roi Louis XI et bailli d’Amboise. Les bâtiments tombant en ruine, c'est lui qui donna au Clos Lucé son aspect actuel, avec « sa tour carrée, sa guette, reliée à l'aile droite du bâtiment par une galerie couverte, (...) ses murs bientôt percés de fenêtres gothiques ».
Le logis bâti sur des fondations gallo-romaines s’organise autour d’une tour d’angle octogonale abritant un escalier à vis entouré de deux bâtiments à 2 étages construits en équerre. L’élégante façade de briques roses et de pierre de tuffeau porte la marque architecturale du XVe siècle.
Le 2 juillet 1490, Charles VIII racheta le Clos Lucé à Étienne Le Loup pour la somme de 3 500 écus d’or. Charles VIII transforme la forteresse médiévale en château d’agrément. Le château devient alors la résidence d’été des rois de France durant 200 ans. Charles VIII y fit construire un oratoire pour son épouse Anne de Bretagne qui y vécut jusqu'à son départ pour le château royal de Blois.
En 1492, le roi Charles VIII fait construire pour son épouse l'oratoire d'Anne de Bretagne, chapelle gothique en pierres de tuffeau. L'oratoire est décoré de peintures murales réalisées par la suite, par les disciples de Léonard de Vinci : une Annonciation, un Jugement dernier et une Vierge de lumière, appelée Virgo Lucis, située au-dessus de la porte, qui aurait donné son nom au Clos Lucé.
Charles IV d'Alençon et Marguerite de Valois s'y installèrent en 1509. En 1515, le duc d'Alençon vendit le château du Clos Lucé à la mère de François Ier, Louise de Savoie.
Louise de Savoie, régente de France, y vécut et éleva ses deux jeunes enfants, le bouillant Duc d’Angoulême, futur François Ier, et Marguerite de Navarre, femme de lettres et auteur de L'Heptaméron.

### Léonard de Vinciau château du Clos Lucé

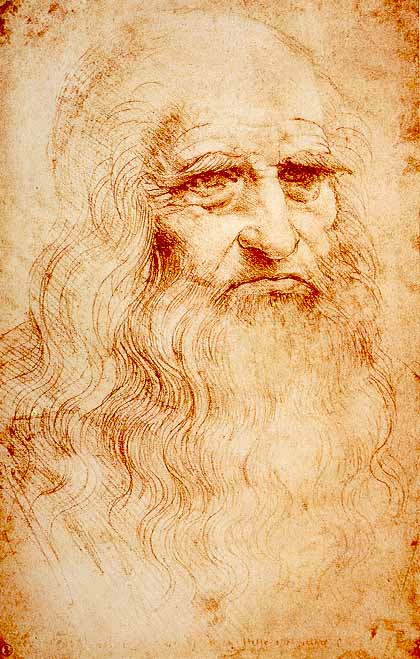
Léonard de Vinci - Autoportrait - Bibliothèque royale de Turin.

En 1516, âgé de 64 ans, Léonard de Vinci quitte Rome, traverse l'Italie en apportant dans ses sacoches de cuir tous ses carnets de dessins et trois tableaux célèbres : La Joconde, La Vierge, l'Enfant Jésus et sainte Anne et Saint Jean Baptiste. Ces trois tableaux sont aujourd'hui conservés au musée du Louvre. Ses disciples Francesco Melzi et Salai l'accompagnent en France, ainsi que de son serviteur, Batista de Vilanis. Selon Benvenuto Cellini, le roi lui donne une pension de 700 écus d’or, qui lui payent en outre les œuvres qu'il achève, et met à sa disposition le château du Clos Lucé. Il le nomme « Premier Peintre, Ingénieur et Architecte du Roi ». Au château du Clos Lucé, Léonard de Vinci est très prolifique. Il travaille à de nombreux projets : organise les fêtes de la Cour à Amboise, conçoit les plans de la Cité idéale de Romorantin et l'escalier à double révolution de Chambord. Il projette de relier le Val de Loire au Lyonnais par un système de canaux. Il est considéré comme l'un des meilleurs peintres de son époque.
Le 10 octobre 1517, Léonard de Vinci reçoit la visite du cardinal Louis d'Aragon. Son secrétaire Antonio de Beatis, décrit cette visite dans son Itinerario :

« Messer Léonard de Vinci, âgé de plus de 70 ans, excellentissime peintre de notre époque, qui montra trois tableaux à Notre Seigneurie, un d'une Dame florentine, faite au naturel, à la demande de feu le Magnifique Julien II, un autre de saint Jean-Baptiste jeune, et une Vierge à l'Enfant, qui sont sur les genoux de sainte Anne ; les trois sont d'une rare perfection. Il est vrai qu'en raison d'une paralysie de la main droite, on ne peut plus attendre de chef-d'œuvre de sa part. »

Le 19 juin 1518, Léonard de Vinci organise une fête au château du Clos Lucé pour remercier le roi de ses bienfaits. Elle reprend certaines des idées que Léonard de Vinci avait utilisées pour la Fête du Paradis à Milan, le 13 janvier 1490 (Festa del paradisio, pièce du poète Bernardo Bellincioni). Une machinerie évoquait la course des astres : un chapiteau fut monté et une toile peinte en bleu fut dressée, figurant la voûte céleste avec les planètes, le soleil, la lune et les douze signes du zodiaque.
L'Ambassadeur Galeazzo Visconti rapporta dans une lettre que « le Roi Très-Chrétien fit banquet dans une fête admirable […]. Le lieu en était le Cloux, très beau et grand palais. La cour était recouverte de draps bleu-ciel, puis il y avait les principales planètes, le soleil d’un côté et la lune de l'autre […]. Il y avait 400 candélabres à deux branches, et tellement illuminés, qu’il semblait que la nuit fut chassée ».
Léonard de Vinci s'éteint dans sa chambre du château du Clos Lucé le 2 mai 1519, léguant ses manuscrits, carnets de dessins et croquis à son disciple bien-aimé, Francesco Melzi. La scène inventée où le peintre meurt dans les bras de François 1er a fait l'objet de nombreux tableaux, notamment La Mort de Léonard de Vinci de Jean-Auguste-Dominique Ingres, aujourd'hui conservé au Petit Palais.

### Un château de plaisance souvent modifié
Après la mort de Léonard de Vinci, Louise de Savoie reprend possession des lieux. Philibert Babou de La Bourdaisière et son épouse, surnommée la belle Babou (une des favorites de François Ier), y résidèrent à partir de 1523. Michel de Gast, Capitaine des Gardes d’Henri III, qui participe à l’assassinat du Cardinal de Guise, devient le propriétaire du domaine du Clos Lucé en 1583.
Le château passe ensuite dans la famille d'Amboise en 1632, par le mariage d'Antoine d'Amboise avec la petite-fille de Michel de Gast. Pendant la Révolution française, le château échappe de justesse au pillage grâce à l'opposition de Henri-Michel d'Amboise[réf. nécessaire]. Le château reste dans la famille d'Amboise jusqu’en 1832.

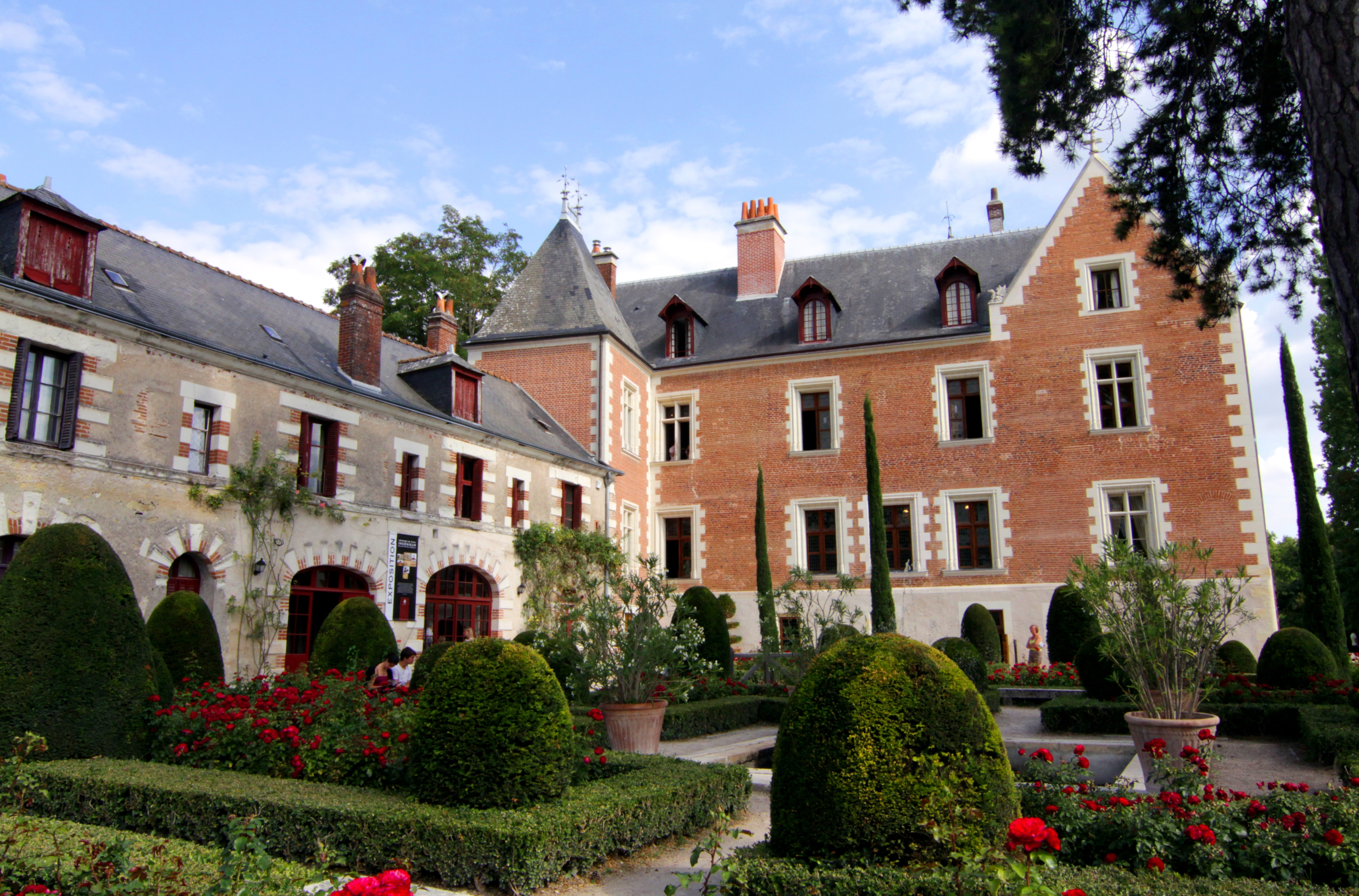
Vue sur la façade arrière et sur le Jardin à l'italienne.

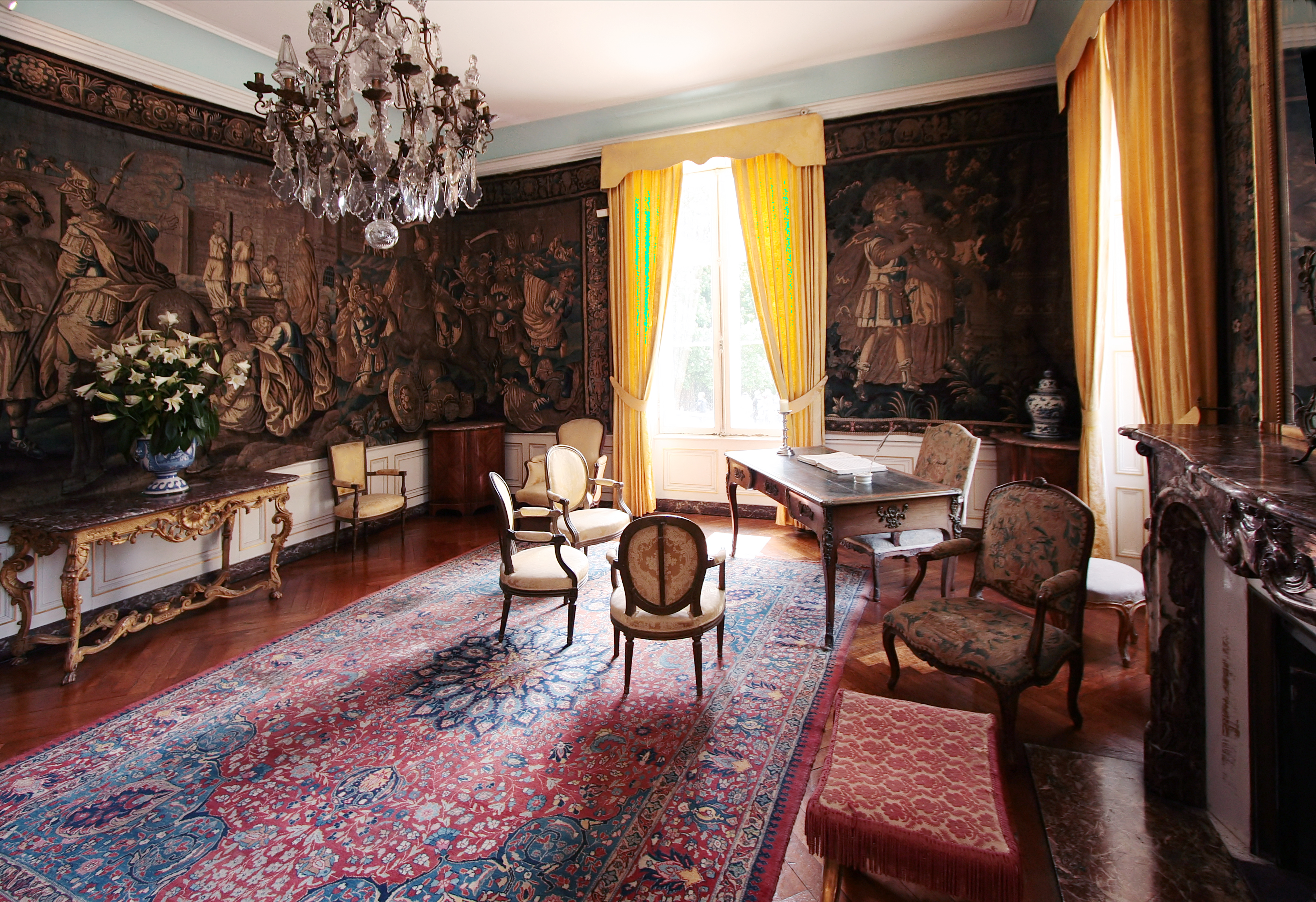
Salon du XVIIIe siècle, en 2009, classé monument historique, et dont le décor a été détruit en 2017.

La plupart des pièces sont modifiées à plusieurs reprises. Les espaces sont réorganisés et redécorés au XVIIIe, avec d'importantes boiseries et cheminées. De même, les jardins sont redessinés.
Le château est la propriété de la famille Saint Bris le 30 juillet 1855. Hubert Saint Bris décide de l’ouvrir au public en 1954.
Il fait l’objet d’un classement au titre des monuments historiques par la liste de 1862.
L'ouverture au public entraîne de nouveau une modifications de nombreux espaces afin d'accueillir des flux importants. En 2017, les propriétaires suppriment les salons du XVIIIe siècle, classés monuments historiques, pour créer ex nihilo des décors censés se rapprocher de ceux qui existaient à l'époque de Léonard. Il n'existe toutefois aucune description des espaces occupés par Léonard, ni aucun mobilier subsistant,. Ceci entraîne un signalement de la Direction régionale des Affaires culturelles auprès du procureur de la République.

## Description du château aujourd'hui
Le château est situé au cœur d’un parc de 7 ha traversé par l’Amasse, un petit affluent de la Loire. La façade, en briques roses et pierres blanches, n’a pratiquement pas été modifiée depuis la Renaissance. Un ancien chemin de ronde subsiste de l'époque. Certaines pièces du château ont été décorées aux XXe – XXIe siècle afin d'évoquer des pièces du XVIe siècle telles qu'auraient pu se présenter celles de Léonard (que nous ne connaissons pas et sur lesquelles nous n'avons aucun renseignement). On visite ainsi une chambre, une cuisine, son atelier imaginaire (où est reproduit son cheval, sculpté par un artiste contemporain : Cyril de La Patellière), etc. ainsi que la salle du Conseil, l’oratoire d’Anne de Bretagne et la chambre de Marguerite de Navarre.
La chambre où mourut Léonard de Vinci et cette chambre de Marguerite de Navarre, restaurées en 2011 et décorées de meubles et d'objets d'époque d'origines diverses, se trouvent au 1er étage.
Quarante maquettes réalisées par IBM d’après les dessins de Léonard de Vinci sont présentées dans quatre salles du sous-sol. Des animations 3D sont également présentées dans les salles des maquettes. Elles permettent de comprendre le fonctionnement des inventions de Léonard et de les voir s’animer.
On retrouve dans le parc un pigeonnier construit au XVe siècle par Estienne le Loup, bailli d'Amboise. Le colombier abritait un millier de niches pour les pigeons. Un parcours culturel a été mis en place dans le parc du château du Clos Lucé en 2003 par Jean Saint Bris, avec des bornes sonores et 20 machines géantes inspirées de ses croquis. Un jardin présente les travaux de Léonard sur les plantes, ainsi qu'un pont à deux niveaux, réalisé d'après un croquis de l'artiste.
En 2021, deux nouvelles galeries consacrées aux travaux du maître dans les domaines de l'architecture et de la peinture sont ouvertes au public dans un ancien bâtiment industriel réhabilité de 500m2, avec notamment un nouvel espace multimédia expérimental permettant de survoler dans les machines volantes de Léonard de Vinci le Palais royal de Romorantin reconstitué en 3D.

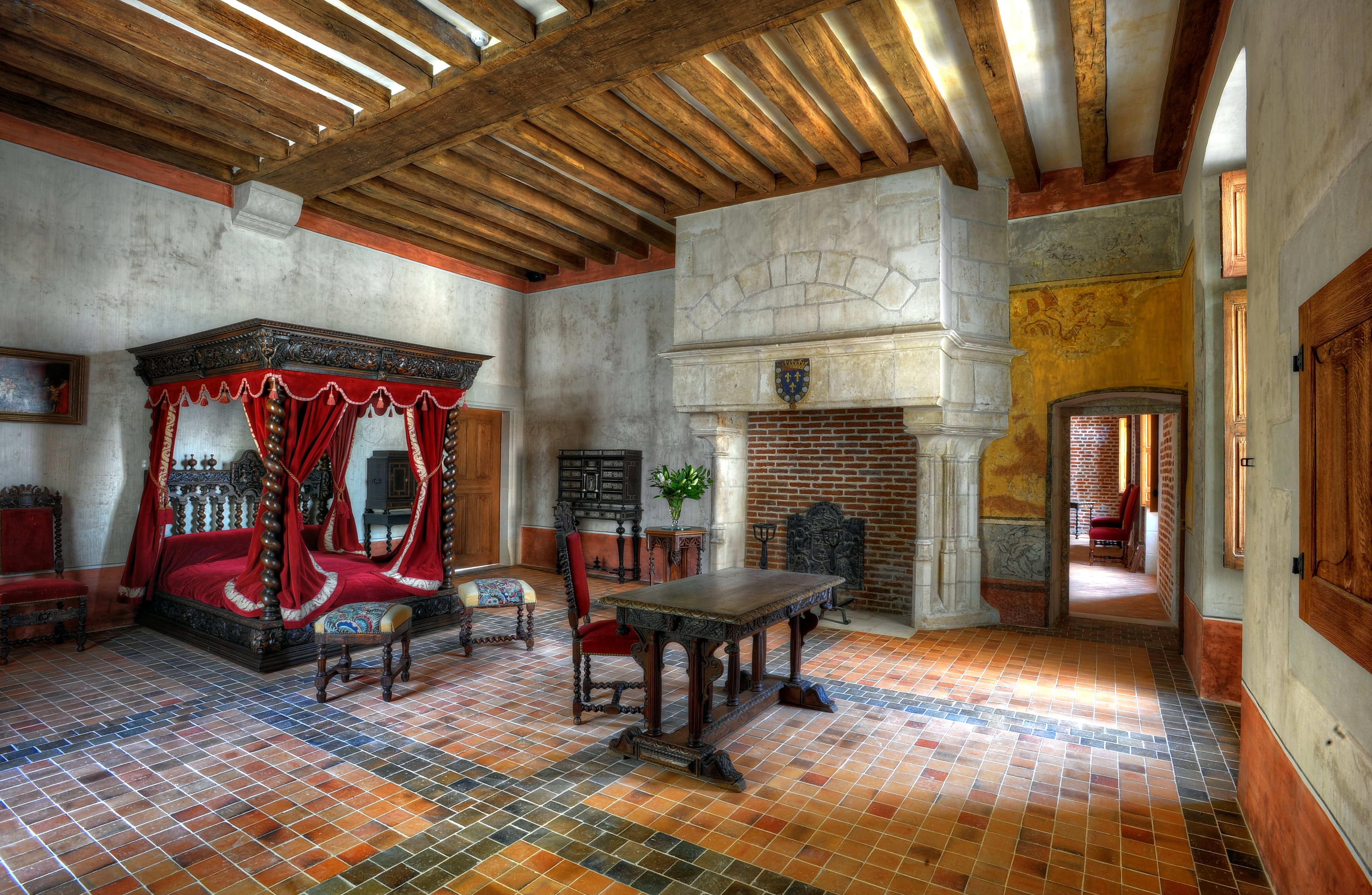
La chambre de Léonard de Vinci.
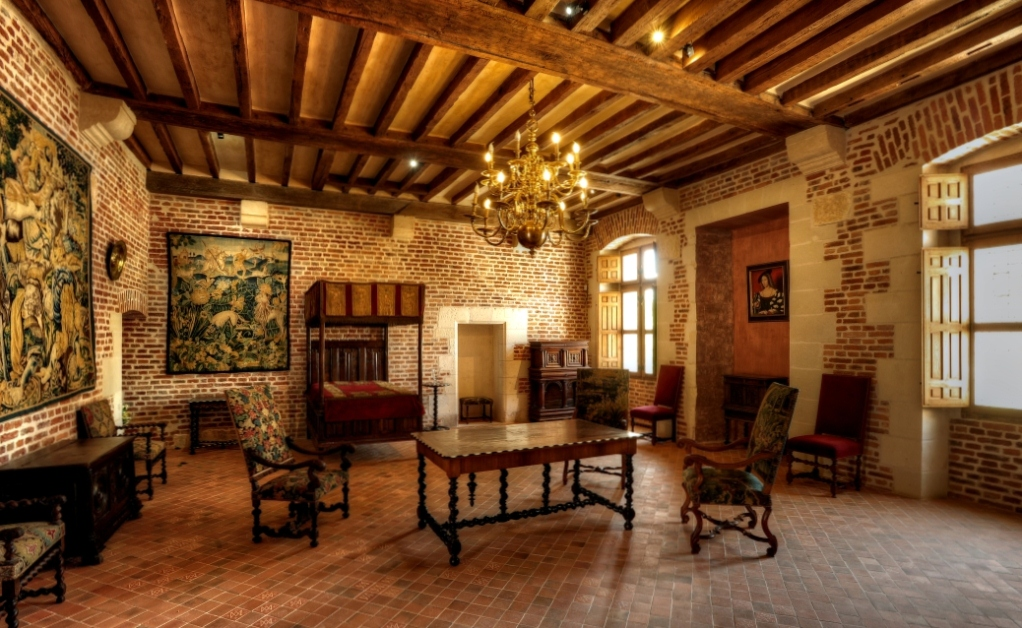
La chambre de Marguerite de Navarre.
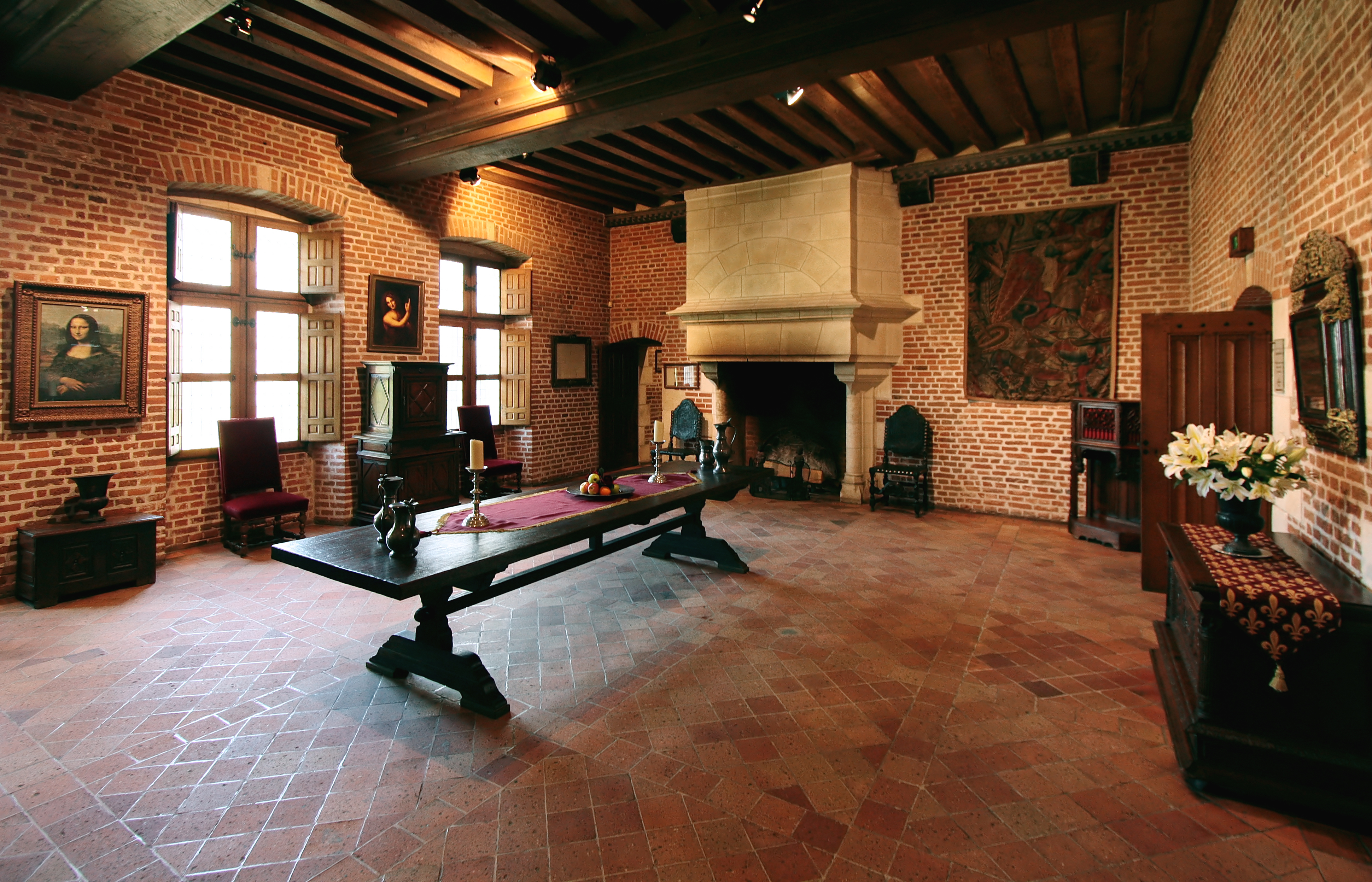
La grande salle.
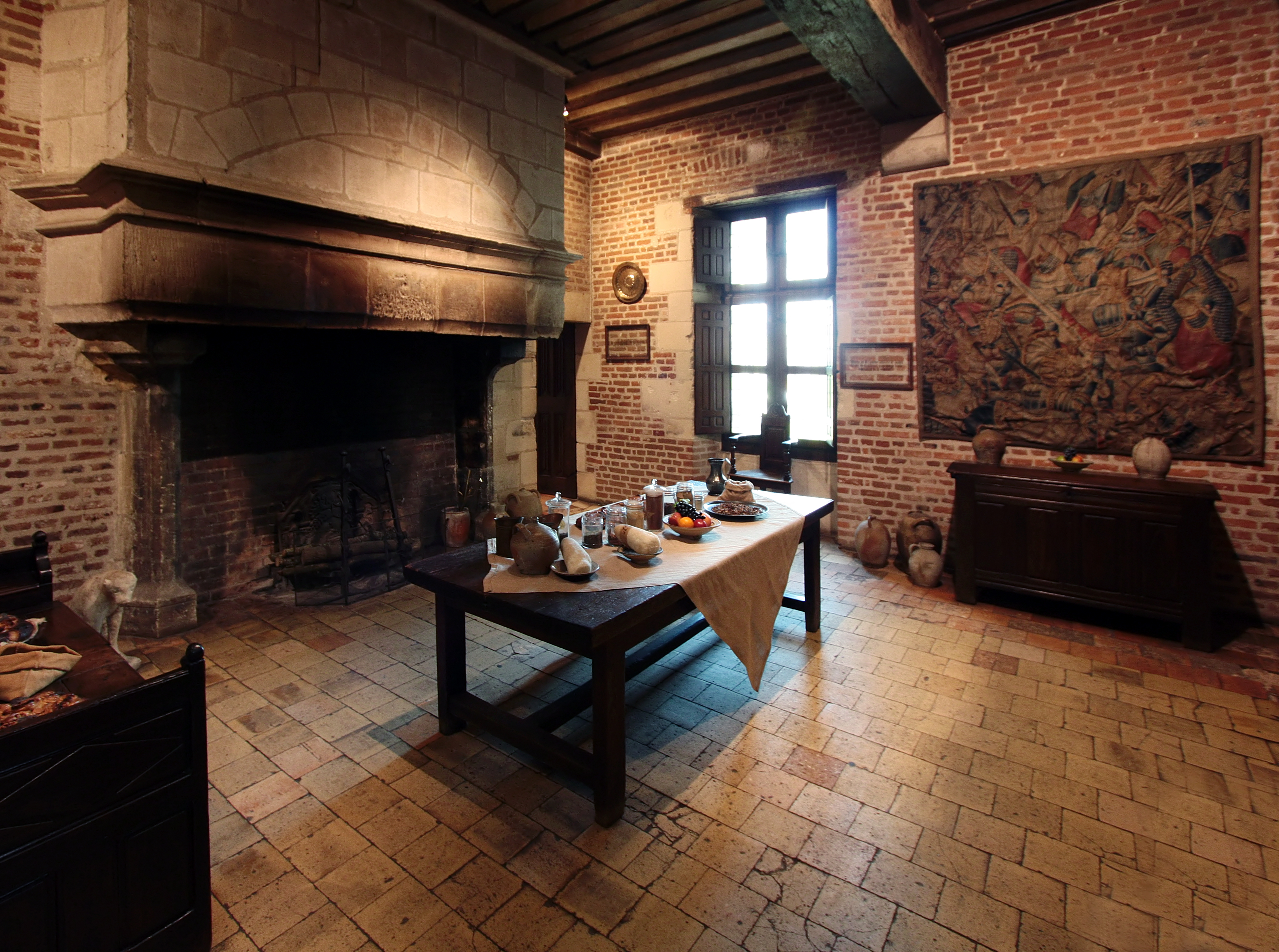
La cuisine.

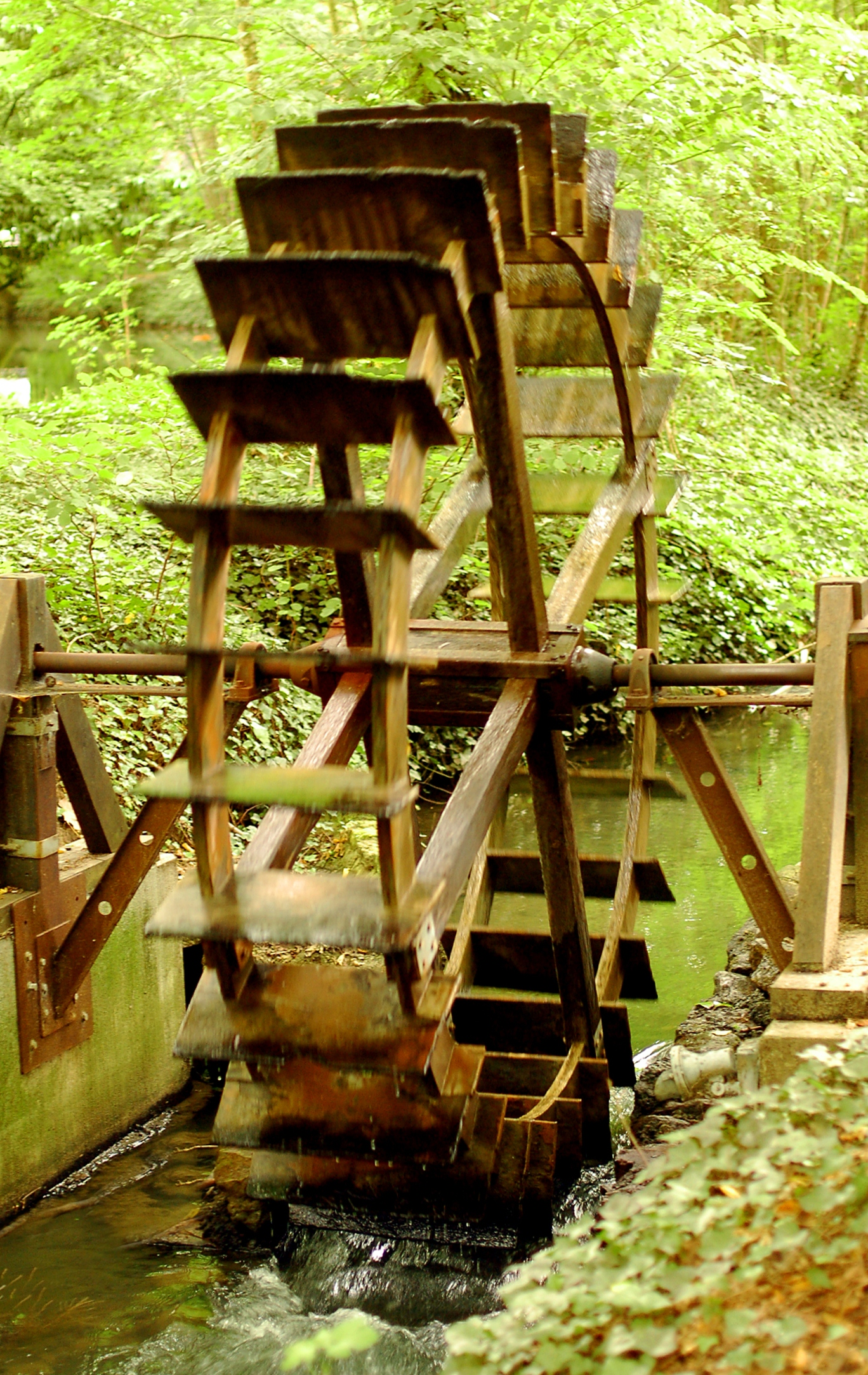
La roue à aubes.
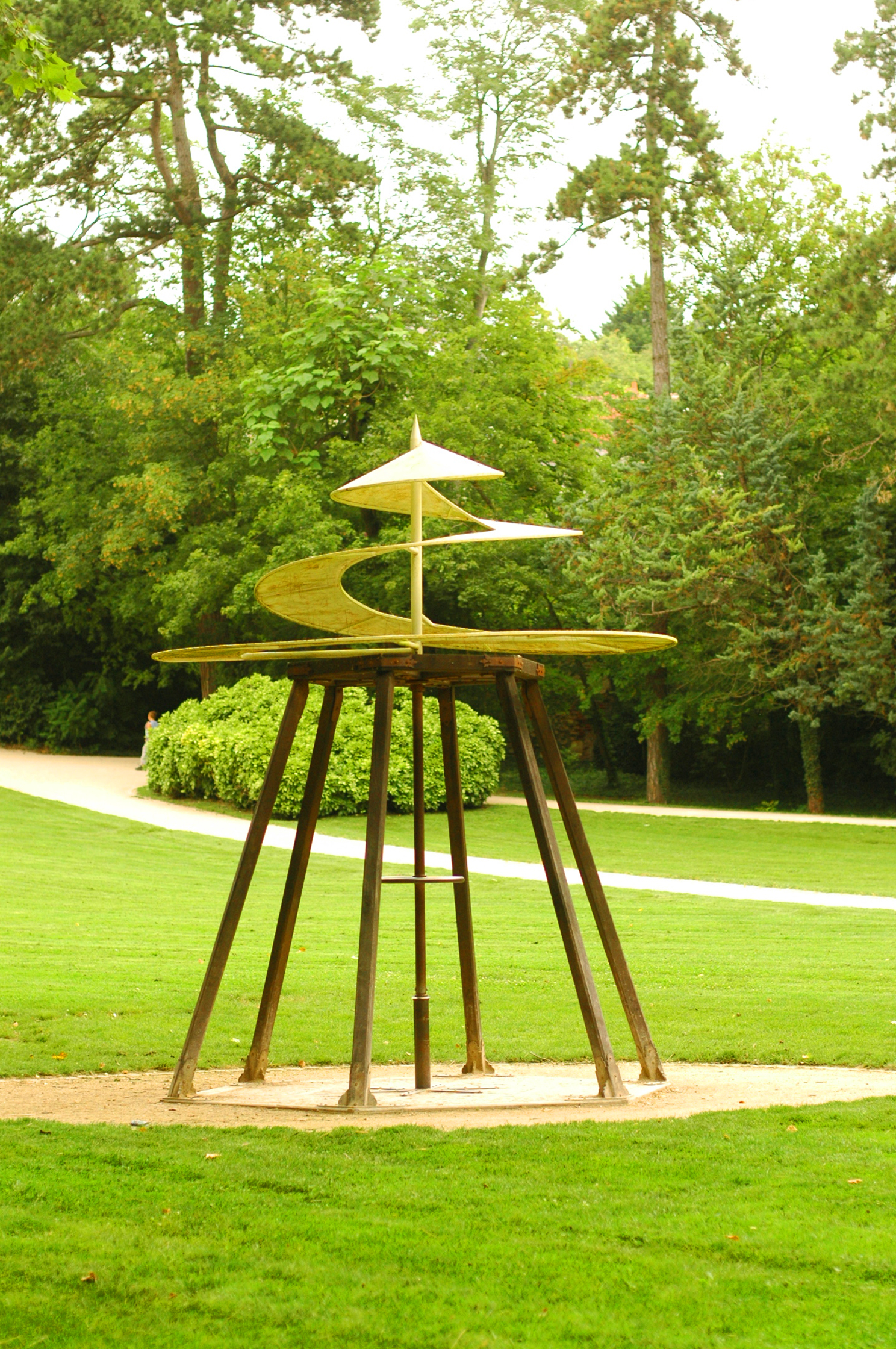
L'hélicoptère.
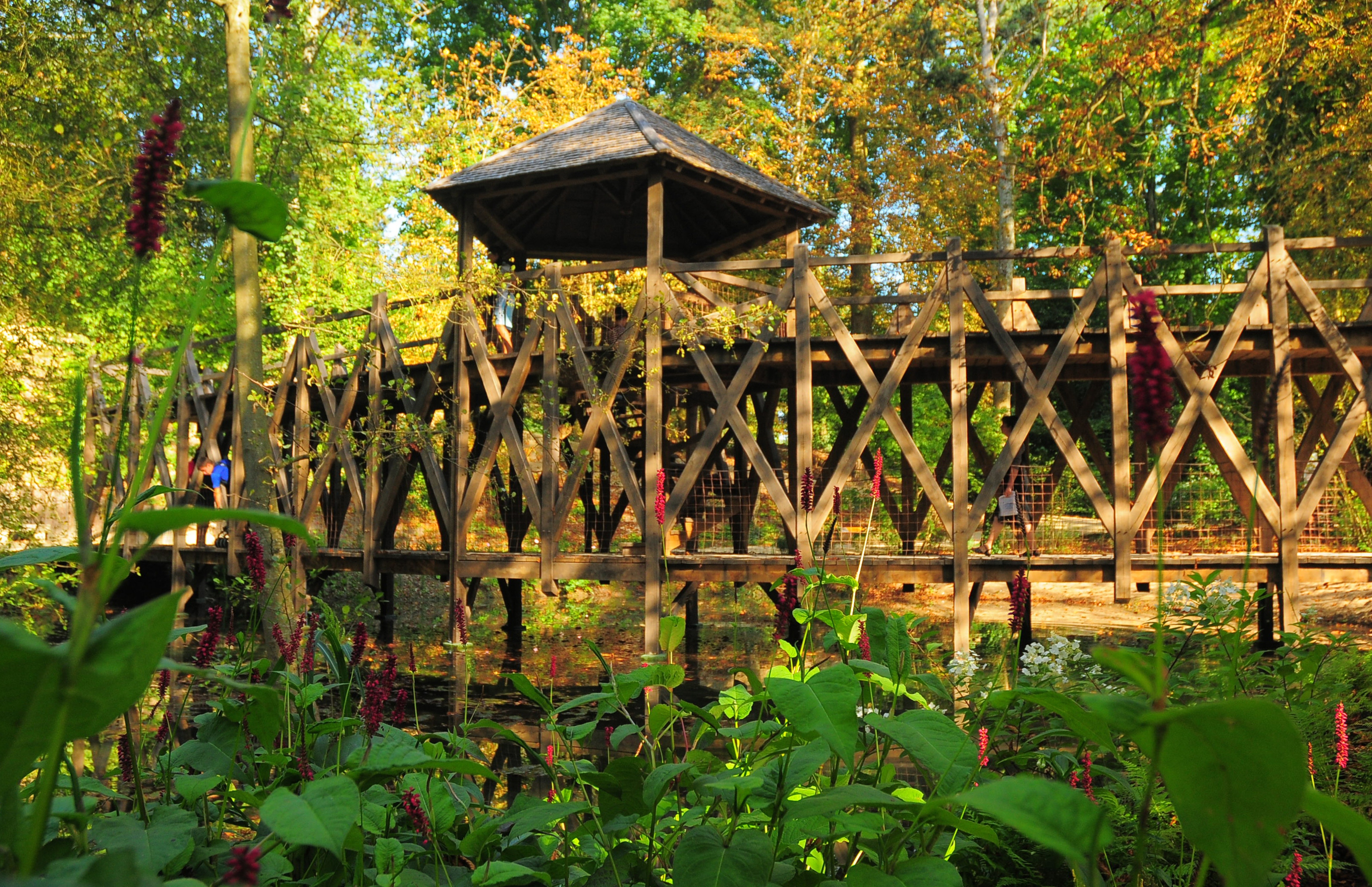
Le pont à deux niveaux.
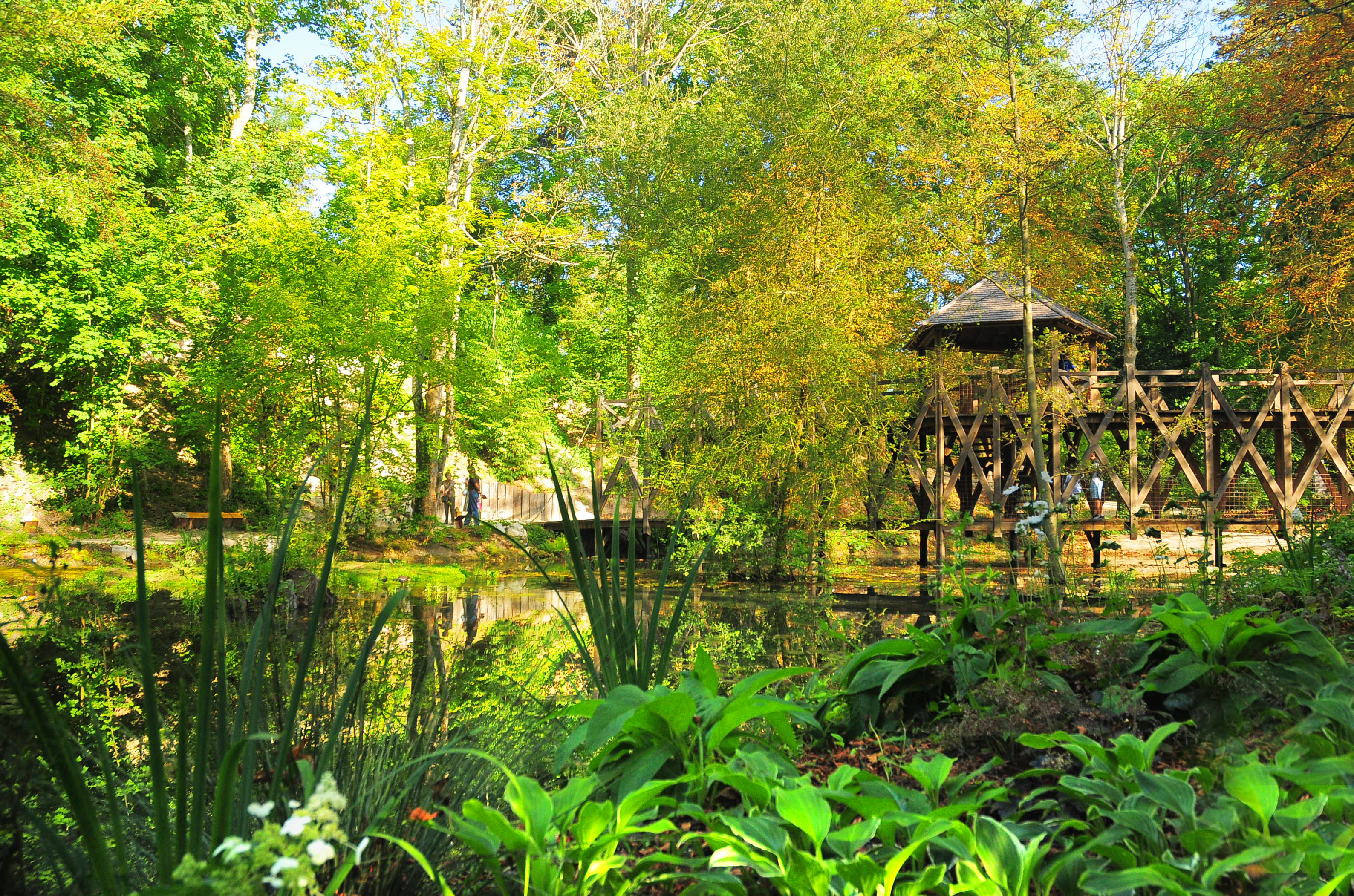
Le jardin de Léonard.
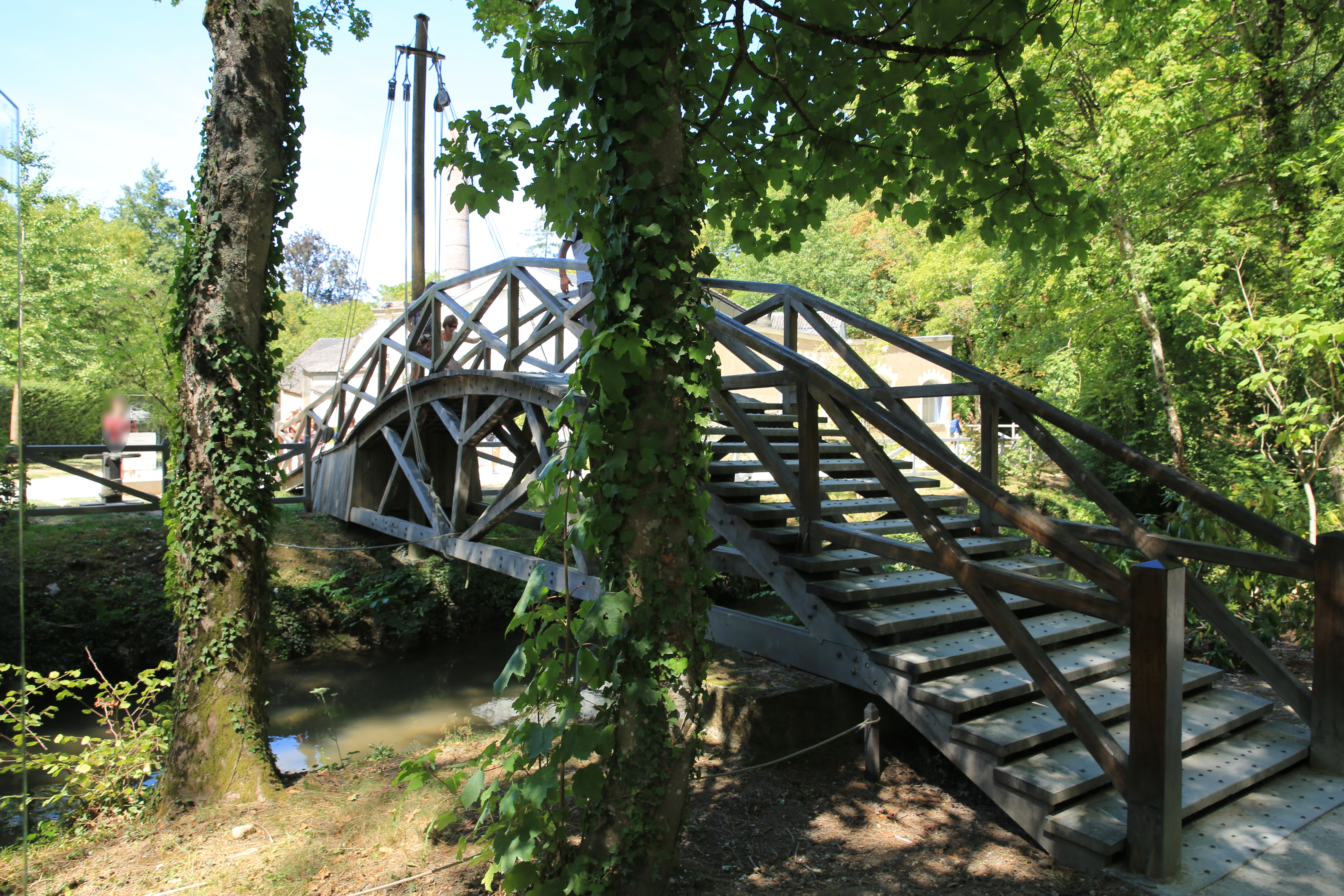
Pont transportable.

## Dans la culture populaire
Dans la bande dessinée Le Guide ou le Secret de Léonard de Vinci (tome 18 de la série Les Aventures de Vick et Vicky) de Bruno Bertin (Éd. P'tit Louis, 2012), un ouvrier qui travaille dans une chambre du Clos Lucé en 1954 découvre une petite boite de métal dans un mur. De nos jours, des enfants qui se rendent en Touraine pour faire un exposé tombent sur cette boîte... L'histoire, ayant pour cadre Amboise, le château d'Amboise et le château du Clos Lucé, sert de prétexte à la découverte de Léonard de Vinci, d'Amboise et de ses monuments historiques. La bande dessinée est déclinée en roman jeunesse par Eve-Lyn Sol (Éd. P'tit Louis, 2013).

## Lieu de tournage
En 2018, une équipe de l'émission Secrets d'Histoire a tourné plusieurs séquences au château dans le cadre d'un numéro consacré à Léonard de Vinci, intitulé Léonard de Vinci, le génie sans frontières, diffusé le 21 octobre 2019 sur France 3.